# Jacob Morild
Jacob C. Jensen Morild (født 16. september 1966) er en dansk skuespiller, teaterleder, instruktør, teksforfatter, studievært og tegnefilmsdubber.
Morild er som skuespiller autodidakt. I 1980'erne var han tekstforfatter og medvirkende i Studenterrevyen i København, og kom derigennem i kontakt med kaberetskibet Café Liva i 1987. Her har han optrådt løbende siden og skrevet et hav af cabaretter. Fra 1999 har han desuden været Cafe Livas kunstneriske og administrative leder. Han har desuden siden starten af 90-erne haft flere engagementer ved københavnske teatre, både som skuespiller, instruktør og manuskriptforfatter.
Gennem en årrække lavede han radiosatire om søndagen i P3 sammen med bl.a. Karin Jagd, og gennem tre år var han chef for programmet Det der om søndagen. Han har også været tekstforfatter for flere sommerrevyer, og blev i 1994, 2004, 2010 og 2012 kåret til årets revyforfatter. En overgang var Morild også vært for underholdningsprogrammer på TvDanmark.
Han er gift med skuespiller Mette Marckmann. Til sammen har de to børn. Jacob Morild er også far til Dj Emil Lange, som han har fra et tidligere forhold.

## Filmografi
- Høfeber (1991)
- Roser og persille (1993)

### Tv-serier
- TAXA (1997-1999)
- Sommer (2008)

### Tegnefilmdubber
- Mulan (1998)
- Mulan 2 (2004)
- Inderst inde (2015)